# برنج‌آباد
برنج آباد، روستایی است از توابع بخش مرکزی شهرستان ارومیه استان آذربایجان غربی ایران.

## موقعیت
این روستا از شهر ارومیه ۱۵ کیلومتر فاصله دارد که از طریق جاده کلانتری و روستای یورقون آباد راه ارتباطی دارد.

## جمعیت
این روستا در دهستان باش قلعه قرار داشته و بر اساس سرشماری سال ۱۳۹۹ جمعیّت آن ۶۰ نفر (۱۶ خانوار)
بوده‌است.